# تجريد
إن التجريد هو عملية تُشْتَقُّ من خلالها المفاهيم من استخدام وتصنيف المفاهيم الحرفية («الحقيقية» أو «المادية») أو المبادئ الأولى أو وسائل أخرى. و«التجريد» هو نتاج هذه العملية - التي تعد مفهومًا يعمل كاسم فائق الشكل لجميع المفاهيم التابعة، كما أنها تربط أي مفاهيم متصلة مثل مجموعة أو مجال أو فئة.
يمكن تشكيل المجردات من خلال تقليل محتوى معلومات مفهوم أو ظاهرة يمكن ملاحظتها، وعادة ما يحدث ذلك من أجل الاحتفاظ بالمعلومات المتصلة بغرض معين فقط. فمثلاً، تجريد كرة القدم المصنوعة من الجلود لتشمل الفكرة الأعم وهي أنها كرة لا يحتفظ إلا بالمعلومات التي تخص السمات والسلوك العام للكرة، ويتجاهل خصائص تلك الكرة المعينة.

## الأصول
يُعد التفكير في المجردات واحدًا من السمات الرئيسية في الحداثة السلوكية، الذي يُعتقد أنه وُضع منذ حوالي 50000 إلى 100000 سنة مضت. وربما يكون وضعه مرتبطًا بشكل وثيق بتطور لغة البشر، والتي يبدو أنها (سواء كانت منطوقة أو مكتوبة) تشترك في عملية التفكير المجرد وتسهلها.

## عملية التفكير
في المصطلحات الفلسفية، يعد التجريد هو عملية التفكير التي من خلالها تبتعد الأفكار عن الأشياء.
يستخدم التجريد إستراتيجية التبسيط، حيث تُترك التفاصيل الملموسة سابقاً غامضة أو مبهمة أو غير معروفة؛ وبالتالي يتطلب الاتصال الفعال حول الأشياء المجردة تجربة بديهية أو مشتركة بين المتصل ومتلقي الاتصال. وينطبق هذا على جميع الاتصالات الشفهية/المجردة.

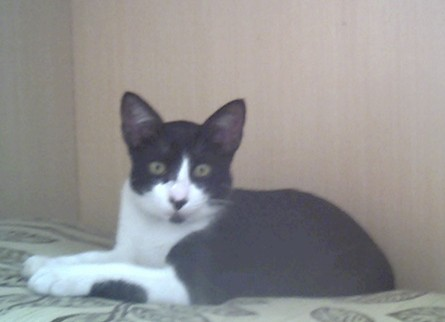
قط على سجادة (صورة 1)

على سبيل المثال، يمكن أن تكون العديد من الأشياء باللون الأحمر. وبالمثل، تجلس العديد من الأشياء على الأسطح (كما في الصورة 1، الموجودة إلى اليسار). وبالتالي، تكون خاصية الـأحمرار وعلاقة الجلوس مجردات لهذه الأشياء. وبالتحديد، لا يحدد مخطط الرسم البياني 1 التصوري إلا ثلاثة مربعات ومجسمين ناقصين وأربعة أسهم (وتسمياتها الخمسة)، في حين توضح الصورة 1 تفاصيل تصويرية أكثر بكثير، مع مجموعات من العلاقات الضمنية كما تتضح في الصورة بدلاً من العلاقات التي توجد بالتفاصيل التسعة الواضحة في الرسم البياني.
يوضح الرسم البياني 1 تفاصيل بعض العلاقات الواضحة بين أشياء الرسم البياني. على سبيل المثال، يصور السهم بين كلمتي agent وCAT:Elsie مثالاً على العلاقة بين النوعين «أ» و«ب» is-a، كما يفعل السهم بين كلمتي location وMAT. وتوضح الأسهم بين الـمصدر SITTING والـاسمين agent وlocation العلاقة الأساسية للـرسم التوضيحي؛ وهي أن «agent يجلس على location»؛ وElsie مثال على CAT.

## قائمة المصادر
- Eugene Raskin, Architecturally Speaking, 2nd edition, a Delta book, Dell (1966), trade paperback, 129 pages
- The American Heritage Dictionary of the English Language, 3rd edition, Houghton Mifflin (1992), hardcover, 2140 pages, ISBN 0-395-44895-6
- Jung, C.G. [1921] (1971). Psychological Types, Collected Works, Volume 6, Princeton, NJ: Princeton University Press. ISBN 0-691-01813-8.
- Schmandt-Besserat، Denise (1981). "Decipherment of the Earliest Tablets". Science. ج. 211 ع. 4479: 283–285. Bibcode:1981Sci...211..283S. DOI:10.1126/science.211.4479.283. PMID:17748027..

## وصلات خارجية
- Internet Encyclopedia of Philosophy: Gottlob Frege
- Discussion at The Well concerning Abstraction hierarchy